# Königssalmler
Der Königssalmler (Inpaichthys kerri) ist ein Süßwasserzierfisch aus der Salmlerfamilie der Acestrorhamphidae. Er kann maximal 4 cm groß werden.
Er kommt im tropischen Südamerika vor, dort vor allem in Brasilien (nördliches Mato-Grosso-Gebiet).
Das Männchen besitzt ein kleines Revier, in dem mit laichbereiten Weibchen abgelaicht wird. Die Schwarmbildung ist bei dieser Art nicht sehr ausgeprägt. Die Art frisst alles, was durch Bewegung den Fresstrieb anregt und ins Maul passt. Auch Laich anderer Arten wird gerne genommen. Die Geschlechter kann man einfach anhand der Färbung der Fettflosse auseinanderhalten. Diese ist beim Männchen hellblau, beim Weibchen rot gefärbt. Die silbrig-blaue Farbe der Männchen entwickelt sich am besten in weichem Wasser, in dem sich die Tiere am wohlsten fühlen. Diese Art kommt in gedämpftem Licht und mit dunklem Bodengrund erst richtig zur Geltung.